# Lesina (Apulien)
Lesina ist eine Kleinstadt in Italien. Sie liegt in der Provinz Foggia, 57 km nördlich der Provinzhauptstadt, und ist Teil des Nationalparkes Gargano. Der Ort in der Capitanata zählt 6246 Einwohner (Stand 31. Dezember 2023). Ortsteile sind Marina di Lesina, Ripalta mit dem ehemaligen Zisterzienserkloster und Torre Mileto. Die Nachbargemeinden sind Apricena, Poggio Imperiale, San Paolo di Civitate, San Nicandro Garganico und Serracapriola.
In der salzhaltigen Lagune Lago di Lesina werden Aale gezüchtet. Die Kathedrale wurde im 12. Jahrhundert erbaut.

## Geschichte
Die römische Siedlung Alexina (in der Form Alesina ist der Name auch im Mittelalter gebräuchlich) ist vorwiegend epigraphisch nachgewiesen. In der byzantinischen Zeit war der Ort groß genug, um den Bischöfen von Lucera nach der Zerstörung ihrer Stadt durch Constans II. als Ausweichresidenz dienen zu können. Zu Beginn des 11. Jahrhunderts residieren ebenfalls Bischöfe von Lucera in Lesina. Ob es sich dabei um eine erneute Notlage oder eine andauernde Tradition handelt, kann nicht festgestellt werden. Unter der langobardischen Herrschaft war Alesina zunächst Sitz eines Gastalden, später eines Grafen. Seit dem achten Jahrhunderts verfügte das Kloster Montecassino über Besitz im Territorium von Lesina, der auch von Otto II. in Lucera 981 bestätigt wurde. Etwas später wurde auch San Vincenzo al Volturno mit Besitz ausgestattet. Die normannische Grafschaft ist im Catalogus baronum, dem Lehensverzeichnis, das unter Wilhelm II. seine Schlussredaktion erfuhr, vielfach belegt. Graf Gottfried von Lesina bedachte auch San Clemente in Casauria mit einer Schenkung. Aus dem staufischen Quaternus excadenciarum ist der königliche Demanialbesitz bekannt, der ausgegeben worden war. Von der Zeit Gregors IX. an bis zur Mitte des 16. Jahrhunderts war Lesina ein eigenständiges Bistum.